# Lukavice (kraj hradecki)
Lukavice – gmina w Czechach, w powiecie Rychnov nad Kněžnou, w kraju hradeckim.
1 stycznia 2017 gminę zamieszkiwało 617 osób, a ich średni wiek wynosił 41,2 roku.